# دریاچه جالاناش
دریاچه جالاناش (به قزاقی: Жалаңаш، جالاڭاش) یک دریاچه در قزاقستان است که در شهرستان معین‌قوم واقع شده‌است.